# Lista de membros da Royal Society eleitos em 1965
Esta é uma lista de Membros da Royal Society eleitos em 1965.

## Fellows of the Royal Society (TRS)
1. Robert Edward Bell[2]
2. George Douglas Hutton Bell
3. Sydney Brenner
4. Giles Brindley
5. Bertram Neville Brockhouse[3]
6. Arthur Roderick Collar[4]
7. Sir Edward Collingwood
8. Robin Coombs[5]
9. Kenneth George Denbigh
10. Gordon Elliott Fogg[6]
11. Charles Edmund Ford
12. Roderic Alfred Gregory[7]
13. Dorothy Hill[8]
14. Alan Woodworth Johnson
15. Reginald Victor Jones[9]
16. Charles Kemball[10]
17. John Stodart Kennedy
18. Tom Kilburn[11]
19. Sir Hans Kornberg
20. Hans Kronberger[12]
21. Charles Philippe Leblond[13]
22. Panchanan Maheshwari[14]
23. Sir Basil John Mason[15][16]
24. William Valentine Mayneord[17]
25. Sir Robert Menzies[18]
26. Sir Gilbert Roberts[19]
27. Keith Runcorn[20]
28. Philip Sheppard[21]
29. Keith Stewartson
30. John Thoday
31. John Clive Ward
32. Gerald Whitham[22]
33. Sir Geoffrey Wilkinson[23]

## Foreign Members
1. Theodosius Dobzhansky[24]
2. Richard Feynman[25]
3. Jaroslav Heyrovský[26]
4. Severo Ochoa[27]